# Victor Brougham
Victor Henry Peter Brougham (ur. 23 października 1909, zm. 20 czerwca 1967) – brytyjski arystokrata i wojskowy, syn Henry’ego Broughama (syna 3. barona Brougham i Vaux) oraz Diany Sturt, córki 2. barona Alington.
Ojciec Victora zmarł 4 maja 1927 r.; 20 dni później zmarł jego dziadek i Victor w wieku 18 lat został 4. baronem Brougham i Vaux z prawem do zasiadania w Izbie Lordów. Służbę wojskową odbywał w Gwardii Szkockiej (Scots Guards), gdzie dosłużył się stopnia podporucznika. Walczył podczas II wojny światowej i został wspomniany w rozkazie dziennym. Po wojnie został majorem regimentu Middlesex Armii Terytorialnej.
21 kwietnia 1931 r. w kościele św. Małgorzaty w Westminsterze, poślubił Violet Valerie French, córkę majora Edwarda Frencha (syna 1. hrabiego Ypres) i Leili King, córki Roberta Kinga. Victor i Violet mieli jednego syna:
- Juliana Henry'ego Petera Broughama (5 października 1932 - 8 maja 1952), oficera w służbie 12 pułku Królewskich Lansjerów (12th Royal Lancers), który zginął podczas walk na Malajach

Pierwsze małżeństwo lorda Broughama zakończyło się rozwodem w 1934 r. Po raz drugi ożenił się 3 czerwca 1935 r. z Jean Follet (1915–1992), córką generała-brygadiera Gilberta Folleta i lady Mildred Murray, córki 7. hrabiego Dunmore. Victor i Jean mieli dwóch synów:
- Michaela Johna Broughama (ur. 2 sierpnia 1938), 5. barona Brougham i Vaux
- Davida Petera Broughama (ur. 22 sierpnia 1940), który ożenił się z Christiną Hornblad i Caroline Tomkin, ma dzieci

Drugie małżeństwo barona również zakończyło się rozwodem w 1942 r. 4 czerwca tego samego roku stanął po raz trzeci na ślubnym kobiercu, z Edith Ellaine Teichman, córką Leonarda Teichmana. Małżeństwo to nie doczekało się potomstwa.